# Omeath
Omeath (iriska: Ó Méith) är en ort i republiken Irland.   Den ligger i grevskapet Lú och provinsen Leinster, i den nordöstra delen av landet vid en större vik. Omeath ligger 1 meter över havet och antalet invånare är 503.
Terrängen runt Omeath är huvudsakligen lite kuperad. Trakten runt Omeath består i huvudsak av gräsmarker.